# Ipchains
Ipchains – firewall w systemie operacyjnym GNU/Linux. Wykorzystywany był w systemach z jądrem starszym niż 2.4.X. 
Ipchains nie jest już używany. Od jądra 2.6.X zastąpił go nowszy firewall, iptables. Autorem ipchains, podobnie jak iptables, jest Rusty Russell.